# Битка код Наксоса
Битка код Наксоса поморска је битка вођена октобра 376. године п. н. е. између Спарте и Атине. Део је Беотијског рата, а завршена је атинском победом.

## Увод
Неуспешан поход спартанског војсковође Сфордије на Пиреј прекинуо је мир између Спарте и Атине. Атињани оснивају Други атински поморски савез и прикључују се Беотијском и Халкидичком савезу у борби против Спарте. Нашавши се поново на челу јаког савеза, Атина брзо напредује и пуни своју благајну. То јој је омогућило да обнови своју флоту која је поново постала најјача у Хелади. Бројне унутрашње реформе повећале су борбену способност државе.

## Битка
Реакција Спарте на обнову флоте била је поморска диверзија. Она је имала жалосне последице. Против 65 тријера Полида, Атињани су послали 83 под Хабријом. У крвавој бици код Наксоса спартанска флота потпуно је потучена. Хабрија је одустао од гоњења јер се добро сећао случаја након Аргинуске битке (406. година п. н. е.) током Пелопонеског рата, када су стратези осуђени што су гонили непријатеља пре него што су се побринули за сахрану погинулих. Бацио се на спашавање живих и сахрањивање мртвих војника. Да је наставио са гоњењем, од спартанске флоте не би остало ништа.

## Последице
Битка код Наксоса је била од великог значаја за Атину. Други атински поморски савез постао је апсолутни господар Егејског мора. Киклади, Парос, Тенедес, Тасос, Халкидичка лига, Абдера, Кефалонија, Коркира и низ мањих градова приступили су савезу. На мировном конгресу из 374. п. н. е. Спарта је признала савез.